# Associação Atlética Jingwu

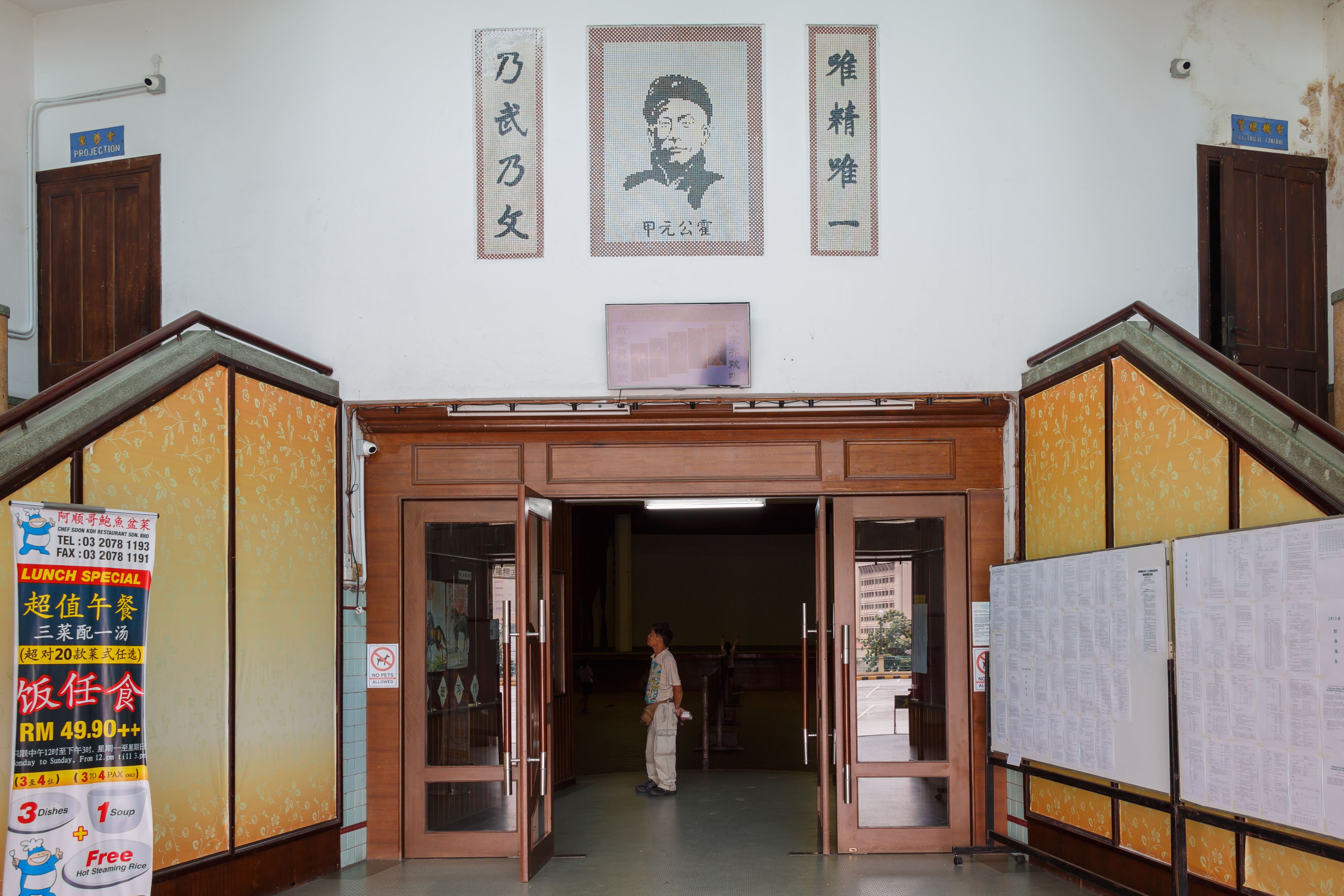
Estádio da Associação Atlética Jingwu de Kuala Lumpur, na Malásia. No quadro acima do portão, encontra-se uma imagem do Mestre Huo Yuanjia.

A Associação Atlética Jingwu é uma organização internacional de artes marciais, fundada em Xangai, China, no início do século XX. Seu nome é também escrito de muitas outras maneiras em todo o mundo - Ching Mo, Chin Woo, Ching Mou, Wu Ching, Jing Mo, Jing Wo, Jing Wu - mas todos elas são baseadas nos mesmos dois caracteres Chineses - jing wu (chinês: 精武, pinyin: Jīng Wǔ, Wade–Giles: Ching Wu). A Associação tem, pelo menos, 59 ramos com base em 22 ou mais países em todo o mundo.

## História
A Associação Atlética Jingwu (chinês tradicional: 精武體育會, chinês simplificado: 精武体育会, pinyin: Jīngwǔ Tǐyùhuì) foi estabelecida em Xangai, China, em 7 de julho de 1910, mas algumas fontes datam-na de 1909. Muitas fontes, incluindo os sites oficiais de suas filiais em vários países, afirmam que Jingwu foi fundada pelo artista marcial Huo Yuanjia, que morreu não muito tempo depois de sua criação. Jingwu, na verdade, foi criada por uma comissão de pessoas, incluindo membros da sociedade secreta nomeada Tongmenghui, tais como Chen Qimei, Nong Zhu, e Chen Tiesheng. Devido a popularidade do Mestre Huo e a sua morte recente, o comitê decidiu que ele deveria ser o símbolo da Jingwu, resultando, assim, na forte identificação entre ele e a Associação. Uma ficionalização da história de criação da Associação Jingwu pelo Mestre Huo Yuanjia é o filme O Mestre das Armas (2006), dirigido pelo renomado cineasta de Hong Kong, Ronny Yu, e estrelado pelo ator e artista marcial Jet Li.
Depois da sua fundação, um número de proeminentes artistas marciais da China na época foi convidado a ensinar na Associação. Eles incluem: Chen Zizheng (陳子正), mestre de Garra de Águia; Luo Guangyu (羅光玉), mestre de Louva-a-Deus Sete Estrelas; Geng Jishan (耿繼善), mestre de Xingyiquan; Wu Jianquan, fundador do Estilo Wu de Taijiquan, e Zhao Lianhe (趙連和), mestre de Shaolin do Norte, que se tornou Instrutor-Chefe depois da morte de Huo Yuanjia.

Como um dos primeiros institutos públicos de artes marciais na China, a Associação Jingwu foi concebida para criar um ambiente estruturado para o ensino e aprendizagem de artes marciais, em oposição ao modelo de formação sigilosa, comum no passado. Os fundadores da Jingwu sentiram que a Associação deveria manter vivas as tradições, que o sigilo e as mudanças sociais pareciam ameaçar. O currículo básico agregou vários estilos de artes marciais, oferecendo aos praticantes uma base muito abrangente e eclética de estilos de artes marciais além daqueles para os quais os alunos buscassem especialização. Jingwu inspirou o ecumenismo entre as comunidades de artes marciais chinesas durante a época Republicana, dando origem a esforços tais como o da Academia Central de Artes Nacionais.

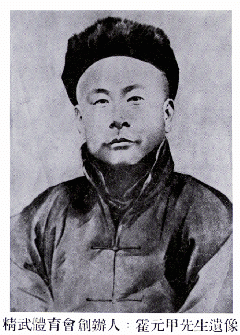
Huo Yuanjia. Mestre ligado à fundação da Associação Atlética Jingwu e um dos seus principais símbolos.

A história da Associação está bastante ligada aos acontecimentos políticos da Guerra Civil, que opôs o Partido Nacionalista e o Partido Comunista no final do Império e no início da época republicana na China. Sun Yat-sen, fundador da República da China, participou de diversos eventos da Associação Jingwu, sendo um dos seus principais entusiastas. A Associação foi fechada pelo governo da República Popular da China, recebendo autorização para reabrir as portas após a Revolução Cultural.

## Currículo
Durante os primeiros dias de Jingwu em Xangai, o instrutor-chefe, Zhao Lianhe, desenvolveu um currículo com as 10 rotinas fundamentais a se tornarem o padrão para a Associação, a saber:
- Shi Er Lu Tan Tui (十二路潭腿; "Doze Linhas de Tantui")
- Gong Li Quan (功力拳; "Punho Duro")
- Jie Quan (节拳; "Punho da Articulação")
- Da Zhan Quan (大战拳; "Punho da Grande Batalha")
- Qun Yang Arma (群羊棍; "O Cajado do Pastor")
- Ba Gua Dao (八卦刀; "Sabre das Oito Direções")
- Wu Hu Qiang (五虎枪; "Lança dos Cinco Tigres")
- Jie Tan Tui (接潭腿; "Luta de Tan Tui")
- Tao Quan (套拳; "Conjunto de Punho")
- Dan Dao Chuan Qiang (单刀串枪; "Sabre  versus Qiang")

Outros estilos também foram ensinados aos alunos, mas variavam de escola para escola e dependiam da disponibilidade de mestres. O currículo padrão, no entanto, foi ensinado em todas as escolas filiais da Jingwu.

## Ver Também
- Academia Central de Artes Nacionais
- Huo Yuanjia
- Tantui
- Zhao Lianhe